# Staurastrum natator
Staurastrum natator  là một loài Song tinh tảo trong họ Desmidiaceae, thuộc chi Staurastrum.